# La fausse esclave
La fausse esclave (título original en francés; en español, La falsa esclava) es una opéra comique en un acto con música de Christoph Willibald Gluck, usando un libreto basado en el de Louis Anseaume y Pierre-Augustin Lefèvre de Marcouville para La fausse aventurière (La falsa aventurera), una opéra comique de Jean Louis Laruette. Se estrenó el 8 de enero de 1758 en el Burgtheater de Viena.  La partitura integra se ha perdido, pero hay una versión para piano.
Klaus Hortschansky ha señalado que La fausse esclave es una de las pocas piezas teatrales de Gluck donde el compositor no usa material musical de obras anteriores, o recicla material de ella en obras futuras.

## Argumento
La historia es de una intriga que se emprende para asegurar el consentimiento paterno al matrimonio de su hija. 